# Moisés Villarroel
Moisés Fermín Villarroel Ayala (født 12. februar 1976 i Viña del Mar, Chile) er en chilensk fodboldspiller (midtbane/ forsvarer). Han spiller i den hjemlige liga hos Santiago Wanderers.
Villarroel har tilbragt hele sin karriere i hjemlandet, hvor han udover to langvarige ophold hos Wanderers også har spillet for Colo-Colo i hovedstaden Santiago. Med begge klubber har han fundet det chilenske mesterskab.
Vilarroel spillede desuden 34 kampe og scorede ét mål for det chilenske landshold. Han repræsenterede sit land ved VM i 1998 i Frankrig. Her spillede han alle sit holds fire kampe i turneringen, hvor chilenerne blev slået ud i 1/8-finalen. Han var også deltaget ved flere udgaver af Copa América.